# Шарин, Леонид Васильевич
Леонид Васильевич Шарин (31 августа 1934, Тобольск,  Тюменская область — 30 июля 2014, Москва) — советский партийный работник, капитан 1-го ранга в отставке. Член КПСС с 1962 года. Член ЦК КПСС в 1986—90 гг. Депутат Верховного Совета СССР 11 созыва. Народный депутат СССР.

## Биография
В 1952 году стал курсантом Дальневосточного высшего инженерно-морского училища в г. Владивостоке. После окончания училища поступил на работу старшим мастером в литейный цех Владивостокского завода № 178. В 1957 году окончил отделение судоремонта судомеханического факультета ВВМУ, получив специальность инженера-механика по ремонту и эксплуатации судовых машин и механизмов, в 1977 году — Высшую партийную школу при ЦК КПСС (заочно).
С 1957 года работал технологом, мастером, старшим мастером на заводе № 178 ВМФ СССР. С 1960 по 1967 годы — старший мастер, заместитель начальника планово-производственного отдела, с 1967 по 1969 годы — секретарь парткома Владивостокского судоремонтного завода (ВСРЗ) Дальневосточного морского пароходства.
С 1969 по 1970 годы — заведующий промышленно-транспортным отделом Владивостокского горкома КПСС. С 1970 по 1972 годы — первый секретарь Первомайского райкома КПСС, с 1972  по 1977 годы — первый секретарь Советского райкома КПСС города Владивостока.
С 1977 по 1981 годы — заведующий отделом оборонной промышленности Приморского крайкома КПСС.
С 1981 по 1983 годы — первый секретарь Владивостокского горкома КПСС, депутат Верховного Совета РСФСР, член Военного совета авиации Тихоокеанского флота.
С 1983 по 1984 годы — второй секретарь Приморского крайкома КПСС.
С 1984 по 1985 годы — инспектор ЦК КПСС.
C 29 июня 1985 года по 26 мая 1990 года — первый секретарь Амурского обкома КПСС, член Военного совета 35-й Общевойсковой армии.
Народный депутат СССР от Белогорского территориального избирательного округа № 116 Амурской области.
С мая 1990 года по сентябрь 1991 года — и.о. председателя Комитета Верховного Совета СССР по вопросам обороны и безопасности.
В 2000—2001 годах — советник губернатора Приморского края по оборонной промышленности.
С 1996 по 2014 годы — председатель Ревизионной комиссии Всероссийской организации ветеранов войны, труда, Вооруженных Сил и правоохранительных органов.
Скончался 30 июля 2014 года в г. Москве.

## Награды и звания
Награждён орденами Трудового Красного Знамени и «Знак Почета», медалями.